# Елда Вилер
Елда Вилер (Коштабона, 1944) словеначка је и југословенска певачица забавне музике. Била је једна од великих музичких звезда бивше Југославије.

## Биографија
Елда Вилер је била једна од првих и великих дама словеначке популарне музике. Њеним незаборавним интерпретацијама се и данас диве и уче данашње генерације слушалаца, критичара и музичара. Jедноставно, била је златни глас и један од темеља словеначког певања.
Елда Вилер, била је певачица за коју су се буквално такмичили најбољи композитори, текстописци и аранжери. Певала је најтеже, најзахтевније песме, а слушајући њено певање, њене интерпретације, постало је јасно да може да отпева било шта.
Мојмир Сепе, Ати Сос, Јоже Прившек и други највећи мајстори словеначке забавне музике, како је једном рекао композитор Јуре Робежник, писали су највеће песме за Елду. Могла је да пева све и свашта, али су по правилу настајале најтеже песме које су јој биле намењене за извођење, песме које су захтевале изванредан вокални домет.
Уз данас легенде као што су: Марјана Держај, Мајда Сепе, Берта Амброж, Јелка Цветежар, Бети Јурковић, Ирена Кохонт и касније Дитка Хаберл, Ева Сршен, Мета Малус, Татјана Грос, Аленка Пинтерич, Неца Фалк и друге, оставила је неизбрисив траг једне епохе. Красили су их пријатељство и колегијалност, које данашња генерација музичких извођача готово да и не познаје. 
Певачи тог времена били су извођачи у правом смислу те речи, када си био певач или не. Није постојало између. Тада се певало уживо и није било могућности да се исправе грешке. Можда је или вероватно то и дало музици посебан печат и посебан карактер.

## Дискографија
Албуми
- Elda (1982)
- Včeraj, danes, jutri (2000)
- Tako kot da me ni (2002)
- Jubilej (2005)
- Rajska ptica (2009)

Песме
- Lastovke

## Фестивали
Словенске попевке:
- С тебој / Молче, '64
- Сама кот преј / Дечек с пишчалко, '65
- Онкрај днева и ночи, трећа награда стручног жирија / Сонце, '66
- Вабило / Взамеш ме в роке, прва награда стручног жирија, '67
- Час бежи какор дим, награда за аранжман, '68
- Рајска птица / Злати прах имаш в очем, друга награда стручног жирија и награда за текст, '69
- Китара, '70
- Вчерај, данес, вјутри, прва награда стручног жирија и награда међународног жирија, 71
- Моја страст, трећа награда стручног жирија, '72
- Ти, '73
- Та свет, трећа награда публлике, '74
- Врачам се, награда за текст, '75
- Запушчена, награда за текст, '76
- Ноч, '77
- Дневи срече, дневи жалости, '78
- Вчасих, '79
- Об зачетку / Вечер за два, '80

Опатија:
- Древеса, древеса (алтернација са Бети Јурковић), '65
- На небу ни цест (алтернација са Зафиром Хаџимановим), '66
- На дежевен дан (алтернација са Тихомиром Петровићем), '67
- Отоки (алтернација са Едвином Флисером), '68
- Приди, '69
- Рано пополдне (алтернација са Мајдом Сепе), '70
- Слишиш, шкољка ти поје, четврто место, '73
- Неодпослано писмо, друго место, '74
- Ријеч по ријеч, '75
- Никогар ни какор ти (Вече шансона и слободних форми), '78
- Жалне песми не пој (са групом Пепел ин кри), '81

Ваш шлагер сезоне, Сарајево:
- Живјети, '74
- Гдје живиш сад, '75

Београдско пролеће:
- Још те се сећам, '74

Сплит:
- Декле на обали, '68
- Ко свет је бил млад, '69
- Вал на валу спи, '72
- Повратак, '74

Загреб:
- Осамљеност (Вече слободних форми), '78
- Че живиш, '84
- Дрво жеља, '88

Југословенски избор за Евросонг:
- Ко си з меној, Београд '66
- Че би теден штел осем дни, друго место, Скопље '68

Мелодије Истре и Кварнера:
- На речини, '69

Internationales schlagerfestival goldene note, Solingen:
- Ко љубезен умре / Тисти дан, '73

Мелодије мора и сунца, Пиран / Порторож:
- Шкољка за спомин, '79
- Минило је полетје, '80
- Осличек, '81

Мелодија Злати рог, Лашко:
- Ластовке (Вече вечних мелодија), '92

Фестивал наречних попевк:
- Од весеља се живи, 2006